# Vauchelles-lès-Authie
Vauchelles-lès-Authie é uma comuna francesa na região administrativa de Altos da França, no departamento de Somme. Estende-se por uma área de 4,7 km². Em 2010 a comuna tinha 146 habitantes (densidade: 31,1 hab./km²).